# Elecciones a las Cortes de Castilla-La Mancha de 1995
Las elecciones a las Cortes de Castilla-La Mancha de 1995, que tuvieron lugar el 28 de mayo de 1995, fueron las más disputadas de la historia autonómica de Castilla-La Mancha.
El PSOE consiguió la mayoría absoluta de la cámara con menos de 1,5 puntos de diferencia sobre el PP, y dos diputados de diferencia.

## Resultados
| ← Elecciones a las Cortes de Castilla-La Mancha de 1995 → |                                                          |                      |         |       |         |     |
| Presidente y gobierno | Partido                                                  | Candidato            | Votos   | %     | Escaños | +/- |
| - Presidente: José Bono Martínez - Gobierno: PSOE - Censo: 1.352.958 - Votantes: 1.066.571 (78,8%) - Abstención: 286.387 (21,2%) - Válidos: 1.058.874 - A candidatura: 1.047.746 (98,9%) | Partido Socialista Obrero Español (PSOE)                 | José Bono Martínez   | 483.888 | 46,18 | 24      | -3  |
| - Presidente: José Bono Martínez - Gobierno: PSOE - Censo: 1.352.958 - Votantes: 1.066.571 (78,8%) - Abstención: 286.387 (21,2%) - Válidos: 1.058.874 - A candidatura: 1.047.746 (98,9%) | Partido Popular (PP)                                     | José Manuel Molina   | 469.127 | 44,77 | 22      | +3  |
| - Presidente: José Bono Martínez - Gobierno: PSOE - Censo: 1.352.958 - Votantes: 1.066.571 (78,8%) - Abstención: 286.387 (21,2%) - Válidos: 1.058.874 - A candidatura: 1.047.746 (98,9%) | Izquierda Unida (IU)                                     | José Molina Martínez | 80.482  | 7,68  | 1       | =   |
| - Presidente: José Bono Martínez - Gobierno: PSOE - Censo: 1.352.958 - Votantes: 1.066.571 (78,8%) - Abstención: 286.387 (21,2%) - Válidos: 1.058.874 - A candidatura: 1.047.746 (98,9%) | Unión Centrista (UC) a                                   |                      | 3.568   | 0,34  | 0       |     |
| - Presidente: José Bono Martínez - Gobierno: PSOE - Censo: 1.352.958 - Votantes: 1.066.571 (78,8%) - Abstención: 286.387 (21,2%) - Válidos: 1.058.874 - A candidatura: 1.047.746 (98,9%) | Partido Regionalista de Castilla-La Mancha (PR)          |                      | 3.121   | 0,30  | 0       |     |
| - Presidente: José Bono Martínez - Gobierno: PSOE - Censo: 1.352.958 - Votantes: 1.066.571 (78,8%) - Abstención: 286.387 (21,2%) - Válidos: 1.058.874 - A candidatura: 1.047.746 (98,9%) | Acción por la comarca de Talavera (ACTAL)                |                      | 2.015   | 0,19  | 0       |     |
| - Presidente: José Bono Martínez - Gobierno: PSOE - Censo: 1.352.958 - Votantes: 1.066.571 (78,8%) - Abstención: 286.387 (21,2%) - Válidos: 1.058.874 - A candidatura: 1.047.746 (98,9%) | Los Verdes-Grupo Verde (LV-GV)                           |                      | 1.474   | 0,14  | 0       |     |
| - Presidente: José Bono Martínez - Gobierno: PSOE - Censo: 1.352.958 - Votantes: 1.066.571 (78,8%) - Abstención: 286.387 (21,2%) - Válidos: 1.058.874 - A candidatura: 1.047.746 (98,9%) | Tierra Comunera-Partido Nacionalista Castellano (TC-PNC) |                      | 1.406   | 0,13  | 0       |     |
| - Presidente: José Bono Martínez - Gobierno: PSOE - Censo: 1.352.958 - Votantes: 1.066.571 (78,8%) - Abstención: 286.387 (21,2%) - Válidos: 1.058.874 - A candidatura: 1.047.746 (98,9%) | Unión Pueblo Conquense (CDS-UPCo)                        |                      | 720     | 0,07  | 0       |     |
| - Presidente: José Bono Martínez - Gobierno: PSOE - Censo: 1.352.958 - Votantes: 1.066.571 (78,8%) - Abstención: 286.387 (21,2%) - Válidos: 1.058.874 - A candidatura: 1.047.746 (98,9%) | Partido Regionalista de Guadalajara (PRGU)               |                      | 543     | 0,05  | 0       |     |
| - Presidente: José Bono Martínez - Gobierno: PSOE - Censo: 1.352.958 - Votantes: 1.066.571 (78,8%) - Abstención: 286.387 (21,2%) - Válidos: 1.058.874 - A candidatura: 1.047.746 (98,9%) | Unión Independiente Guadalajara (UIG)                    |                      | 513     | 0,05  | 0       |     |
| - Presidente: José Bono Martínez - Gobierno: PSOE - Censo: 1.352.958 - Votantes: 1.066.571 (78,8%) - Abstención: 286.387 (21,2%) - Válidos: 1.058.874 - A candidatura: 1.047.746 (98,9%) | Falange Española de las JONS (FE-JONS)                   |                      | 498     | 0,05  | 0       |     |
| - Presidente: José Bono Martínez - Gobierno: PSOE - Censo: 1.352.958 - Votantes: 1.066.571 (78,8%) - Abstención: 286.387 (21,2%) - Válidos: 1.058.874 - A candidatura: 1.047.746 (98,9%) | Unidad Regional Independiente (URI)                      |                      | 391     | 0,04  | 0       |     |
| - Presidente: José Bono Martínez - Gobierno: PSOE - Censo: 1.352.958 - Votantes: 1.066.571 (78,8%) - Abstención: 286.387 (21,2%) - Válidos: 1.058.874 - A candidatura: 1.047.746 (98,9%) | En blanco                                                | N/A                  | 11.128  | 0,8   | N/A     | N/A |
| - Presidente: José Bono Martínez - Gobierno: PSOE - Censo: 1.352.958 - Votantes: 1.066.571 (78,8%) - Abstención: 286.387 (21,2%) - Válidos: 1.058.874 - A candidatura: 1.047.746 (98,9%) | Nulos                                                    | N/A                  | 7.697   | 0,6   | N/A     | N/A |

a Incluye a Unidad del Pueblo Conquense.

## Elección e investidura del Presidente de Castilla-La Mancha
| Candidato        | Fecha                                                   | Voto       |    |    |   | Total |
| ---------------- | ------------------------------------------------------- | ---------- | -- | -- | - | ----- |
| José Bono (PSOE) | 30 de junio de 1995 Mayoría requerida: Absoluta (24/47) | Sí         | 24 |    |   | 24/47 |
| José Bono (PSOE) | 30 de junio de 1995 Mayoría requerida: Absoluta (24/47) | No         |    | 22 | 1 | 23/47 |
| José Bono (PSOE) | 30 de junio de 1995 Mayoría requerida: Absoluta (24/47) | Abstención |    |    |   | 0/47  |